# Modess
Modess é uma marca de absorvente feminino, da multinacional Johnson & Johnson que o distribuía mundialmente. Foi a primeira linha de absorventes descartáveis a ser produzida no Brasil, figurando como marca desde o início ano de 1930.

## História e evolução do produto

### Primórdios
Antes da invenção do absorvente industrial, eram utilizadas pequenas toalhas de pano denominadas toalhas higiênicas, as quais após o uso eram lavadas e reutilizadas.
A partir dos anos 1930, a publicidade do absorvente Modess foi amplamente divulgada em diversos periódicos com público-alvo feminino, com destaque para a Revista da Semana, Jornal das Moças, O Cruzeiro, Carioca, Vida Doméstica, A Cigarra, Fon-Fon, Revista Tricô e Crochê e Querida.
Na década de 1940, sua divulgação nestas revistas era estimulada pela distribuição de cupons de amostras grátis, acompanhadas do recebimento de um livro intitulado "O que a mulher moderna deve saber".
Neste período, o produto era acondicionado em uma caixa retangular de papel, com destaque para as camadas de algodão que compunham cada item.

### Acessórios
Além do formato clássico, o absorvente da marca também possuiu acessórios para garantir a fixação do absorvente. Um desses acessórios lançado na década de 1940 foi apresentado como "Cinto Modess", que consistia de uma estreita faixa rente à cintura com dois elásticos presos com uma presilha, os quais partiam do umbigo e atravessavam a virilha até o cóccix, acoplando o absorvente. Este produto foi remodelado posteriormente e relançado em 1957 como "Cinto em V Modess".
Outro acessório lançado dentro da marca Modess na década de 1960 foi a Calça Higiênica Serena, mais anatônica e considerada como uma alternativa ao desconforto das tiras elásticas dos Cintos Modess.
O absorvente Modess não continha abas, tampouco tecnologia adesiva (o que só viria a acontecer em 1974), justificando a criação de acessórios que pudessem fixá-lo de modo a reduzir a possibilidade de vazamentos.

### Fim da produção
A marca permaneceu ativa até o ano de 2008, após progressiva retirada do mercado, quando a própria empresa Johnson & Johnson optou por redirecionar suas ações de marketing para outros produtos com tecnologia mais avançada, como o absorvente Sempre Livre.